# Coldwater River Park
Coldwater River Park är en park i Kanada.   Den ligger i provinsen British Columbia, i den södra delen av landet, 3 400 km väster om huvudstaden Ottawa. Coldwater River Park ligger 1 131 meter över havet.
Terrängen runt Coldwater River Park är huvudsakligen kuperad. Coldwater River Park ligger nere i en dal som går i nord-sydlig riktning. Trakten runt Coldwater River Park är nära nog obefolkad, med mindre än två invånare per kvadratkilometer.. Det finns inga samhällen i närheten.
I omgivningarna runt Coldwater River Park växer i huvudsak barrskog.